# Cosimo Fancelli

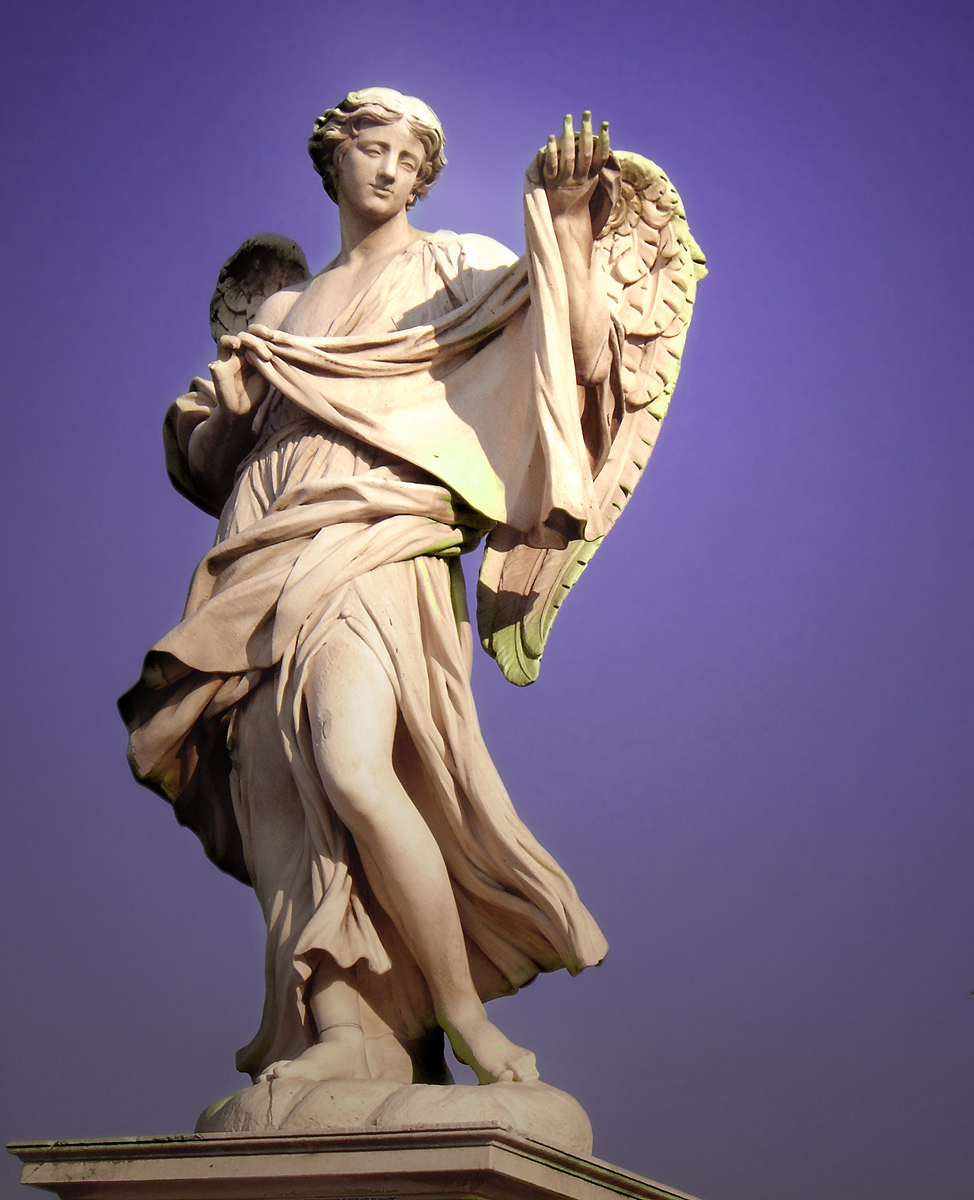
Angel con sudario en el Puente Sant' angelo en Roma.

Cosimo Fancelli (Roma hacia 1620 - Roma 1688) fue un escultor italiano.

## Biografía
Cosimo fue uno de los cuatro hijos del artista Carlo Fancelli (1566-1640) de Arezzo, igual que su hermano, el escultor Giacomo Antonio Fancelli comenzó su carrera como asistente en el estudio de Bernini. Se dice que ayudó a esculpir la figura del Nilo en la Fuente de los Cuatro Ríos en Piazza Navona, aunque esto también es atribuido a su hermano Giacomo.
A continuación, colaboró con Pietro da Cortona de 1648 hasta la muerte del mismo, y ayudó con la decoración en la Iglesia de San Lucas y Santa Martina (Roma) (c. 1649), Santa Maria della Pace (1656), Santa Maria en Via Lata (c. 1660), San Carlo al Corso (después de 1665 ), y la bóveda de la Chiesa Nuova (1662-65). Entre los alumnos de Cosimo está Francesco Cavallini. 
En 1669-1669, Bernini le asignaría para completar el Ángel con el Sudario Puente Sant'Angelo.
Fue uno de los escultores romanos más prolíficos de su generación, y su especialidad parecen ser los grandes trabajos en estuco para arquitectos y decoradores.
Su estilo varía sustancialmente dependiendo del artista con el que trabajase.